# Félix Bellamy
Pour les articles homonymes, voir Bellamy.
Félix Bellamy (né le 17 juin 1828 à Rennes où il est mort le 2 janvier 1907) est un chimiste français. 

## Biographie
Félix Charles Marie Bellamy est le fils Jean François Thébaud Bellamy, négociant, et de Rose Sophie Lucrèce Delanoë.
Après l'obtention de son doctorat à la faculté de médecine de Paris, il enseigne la chimie et la toxicologie au sein de l'école préparatoire de médecine et de pharmacie de Rennes. Attaché de laboratoire dans le service du doyen Faustino Malaguti, il est nommé professeur de chimie en 1870.
Après de nombreuses publications scientifiques, ses travaux à la fin du XIXe siècle portent essentiellement sur la légende arthurienne, la forêt de Brocéliande et sa localisation dans la forêt de Paimpont en Bretagne. Par son action, il a véritablement sanctuarisé la forêt de Paimpont et localisé le tombeau de Merlin.
Son nom a été donné à une école primaire de Mauron.